# Jsou věci divné a nevysvětlitelné
Jsou věci divné a nevysvětlitelné, v originále maďarsky VAN valami furcsa és megmagyarázhatatlan, je maďarský komediální film z roku 2014, který se odehrává v Budapešti a zčásti také v portugalském Lisabonu. Jde o debut maďarského režiséra Gábora Reisze, který je zároveň i scenáristou a kameramanem.

## Herecké obsazení
| Áron Ferenczik    | Áron Szentesi     |
| Zalán Makranczi   | Balázs Szentesi   |
| Zsolt Kovács      | Endre Szentesi    |
| Katalin Takács    | Erzsébet Szentesi |
| Juli Jakab        | Eszter            |
| Roland Lukács     | Roland            |
| Bálint Győriványi | Bálint Győrvári   |
| Miklós Horváth    | Miklós Hamza      |
| Tamás Owczarek    | Tamás Juhász      |
| Máté Mészáros     | Dávid Amigó       |

## Ocenění
| Rok  | Filmový festival                          | Ocenění           | Nominant    | Výsledek |
| ---- | ----------------------------------------- | ----------------- | ----------- | -------- |
| 2014 | Mezinárodní filmový festival Karlovy Vary | East of West      | Gábor Reisz | Nominace |
| 2014 | Jameson CineFest                          | Adolph Zukor      | Gábor Reisz | Vítěz    |
| 2015 | New Directors/New Films Festival          | Best Feature Film | Gábor Reisz | Vítěz    |
| 2015 | Sofia International Film Festival         | Nejlepší režie    | Gábor Reisz | Vítěz    |
| 2015 | Spirit of Fire                            | Bronze taiga      | Gábor Reisz | Nominace |
| 2015 | Filmový festival v Tchaj-pej              |                   | Gábor Reisz | Nominace |
| 2015 | Toronto International Film Festival       |                   | Gábor Reisz | Vítěz    |
| 2015 | Toronto International Film Festival       | Vítěz             | Gábor Reisz |          |
| 2015 | Toronto International Film Festival       | Vítěz             | Gábor Reisz |          |
| 2015 | Toronto International Film Festival       | Vítěz             | Gábor Reisz |          |
| 2015 | Toronto International Film Festival       | Nominace          | Gábor Reisz |          |
| 2015 | VOICES Festival                           |                   | Gábor Reisz | Vítěz    |